# 郭世倫
郭世倫（1979年3月6日—），一度用名郭世綸、郭律成、郭人豪，台灣男藝人。

## 生平
畢業於世新大學廣播電視電影學系。曾是可米小子預備成員，2001年與10位男生從TVBS-G選秀節目「新人幫」的選秀會裡脫穎而出。並由經紀公司安排輪流主持東風衛視的旅遊節目《惡童探險記》及娛樂新聞《亞洲娛樂中心》，藉此進行為期半年的訓練，然後按照個人表現進行篩選淘汰，最後與王傳一、曾少宗、申東靖、張庭偉、安鈞璨、許君豪7人組成可米小子。但在錄完第一張專輯之後，準備推出之際因外形、年齡與其他6位團員差距太大而臨時被淘汰。
2013年9月5日，郭在臺北市南港區住處遭警方搜索出大麻，被臺北市刑警大隊約談偵訊。12月9日，因吸毒事件，郭與其妻李柏蓉離婚，並退出娛樂圈。
昔日曾經月入百萬臺幣，退出演藝圈後，2016年在墾丁擺攤工作，月入三萬，力求新生，被《蘋果日報》直擊，並報導於2016年12月12日頭版。
目前除在墾丁經營民宿外，冬山河也有經營民宿。

## 戲劇作品

### 電視劇
| 年份   | 頻道       | 劇名                              | 角色             |
| 2001年 | 華視       | 《貧窮貴公子》                    | 大島（客串）     |
| 2001年 | 華視       | 《橘子醬男孩》                    | 六反田務         |
| 2002年 | 華視       | 《流星花園II》                    | 西門秘書（客串） |
| 2003年 | 華視       | 《狂愛龍捲風》                    | 小鄭             |
| 2003年 | 中視       | 《Hi 上班女郎》                   | 王組長           |
| 2004年 | 華視       | 《戰神》                          | 李竹邑           |
| 2004年 | 華視       | 《愛情魔戒》                      | 馬克             |
| 2005年 | 民视       | 《意难忘》                        | -                |
| 2005年 | 台视       | 《海誓山盟》                      | 潜龙帮成员       |
| 2006年 | 緯來綜合台 | 《我的兒子是老大》                | 祝大偉           |
| 2006年 | 公視       | 《危險心靈》                      | 邱憲             |
| 2007年 | 民視       | 《愛情兩好三壞》                  | 王劍南           |
| 2007年 | 台視       | 《放羊的星星》                    | 吳仁耀           |
| 2007年 | 台视       | 《神机妙算刘伯温第8单元：东女国》 | 青年朱振㭎       |
| 2009年 | 華視       | 《敲敲愛上你》                    | 流氓鄭           |
| 2009年 | 台視       | 《福氣又安康》                    | 阿炮             |
| 2009年 | 大愛電視   | 《春風伴我行》                    | 王嘉輝           |
| 2011年 | 華視       | 《真心請按兩次鈴》                | 小趙             |
| 2011年 | 民視       | 《絕對達令》                      | 嚴將志           |
| 2011年 | 台視       | 《獅子的女兒》                    | 李文乾           |
| 2011年 | 台視       | 《我的完美男人》                  | Tony             |
| 2012年 | 台視       | 《女人花》                        | 周捷元           |
| 2012年 | 大愛電視   | 《回頭看見愛》                    | 阿俊             |
| 2012年 | 三立都會台 | 《真愛找麻煩》                    | Jason            |
| 2012年 | 民視       | 《廉政英雄》第十一單元：殺手疑雲  | 洪嘉賓           |
| 2013年 | 公視       | 《親愛的陌生人》                  | 張安武           |
| 2013年 | 中天綜合台 | 《PMAM》                          | 郭人豪           |
| 2013年 | C-POP TV   | 《雜務特勤組》                    | 李幸仁           |
| 2013年 | 大愛電視   | 《心願》                          | 蔡清森           |
| 2014年 | 中視       | 《謊言遊戲》                      | 傑森             |

### 電影
| 年份   | 片名       | 角色   | 合作演員                                                       |
| 2004年 | 終極西門   | 父親   | 吳辰君、楊謹華、蕭淑慎、陳宇凡、竇智孔、曾耀揚、林如琦         |
| 2005年 | 愛與勇氣   | 張教授 | 蕭淑慎、安鈞璨、侯湘婷、林如琦、岳少祺、易哲理、何嘉儀         |
| 2007年 | 麻將至尊王 | 王子麵 | 李詠嫻、白雲、吳宗憲、邰智源、小潘潘、艾力克斯、邱凱偉、林學鎧 |
| 2012年 | 等我愛你   |        |                                                                |

### MV
- 劉若英〈人之初〉
- 光良〈單戀〉
- 周華健〈你在我心裡面〉
- 曾寶儀〈沒有人〉
- 曾寶儀〈少了你該怎麼辦〉
- 梁靜茹〈昨天〉

## 主持經歷
| 頻道 | 節目           | 備註                                             |
| 華視 | 《酷獸瘋神榜》 | 與主持人金剛、相馬茜                             |
| 台視 | 《歡樂一路發》 | 與主持人羅志祥、申東靖、千田愛紗、佐藤麻衣、羅瑤 |

## 外部連結
- 郭世倫在互联网电影资料库（IMDb）上的資料（英文）
- 郭世倫在香港影庫上的簡介